# Тесса де Лоо

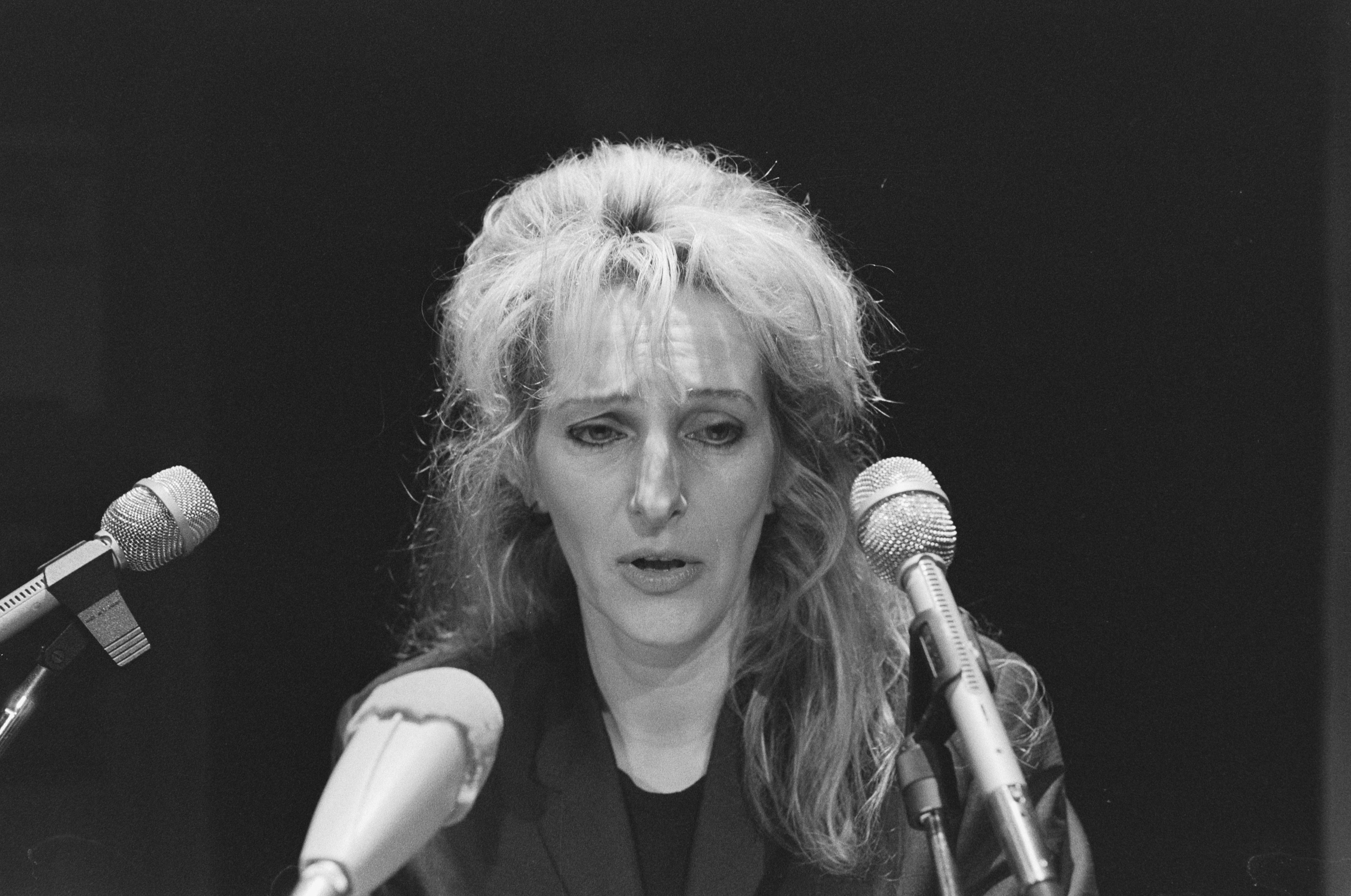
Tessa de Loo, 1987

Тесса де Лоо, наст. имя Йоханна Мартина (Тинеке) Дейвене де Вит (нидерл. Tessa de Loo; род. 15 октября 1946, Бюссюм, Северная Голландия) — современная голландская писательница.
По профессии учительница, Тесса де Лоо долгое время жила и работала в провинции Гронинген, а затем в Амстердаме. В 1983 году она публикует свою первую книгу, сборник рассказов «Девчонки у конфетной фабрики» (De meisjes van de suikerwerkfabriek). Её роман «Близнецы» (De tweeling) был в 1994 году отмечен премиями читательских симпатий Нидерландов и премией фон-дер-Габленц. Тесса де Лоо является также лауреатом ряда других наград в области литературы. В настоящее время писательница живёт и работает в Португалии.

## Сочинения
- De meisjes van de suikerwerkfabriek (1983)
- Meander (1986)
- Het rookoffer (1987)
- Het mirakel van de hond (1988)
- Isabelle (1989)
- De tweeling (1993)
- Alle verhalen tot morgen (1995)
- Een varken in het paleis (1998)
- Een gevaar op de weg (1999)
- Een bed in de hemel (2000)
- De zoon uit Spanje (2004)
- Harlekino, of Het boek van de twijfel (2008);
- Daan (2010)

### Издания на русском языке
- 1996: «Изабель», «Жертвоприношение», «История с собакой» (Новосибирск, изд. «Наука», ISBN 5-02-030927-3)
- 2009: «Близнецы / De tweeling» (Москва, изд. «Текст», ISBN 978-5-7516-0794-4)

## Экранизации
Произведения Тессы де Лоо экранизировались трижды:
- 2001: «Изабель» (реж. Тим Олихук, по роману «Isabelle», короткометражка)
- 2002: «Сёстры-близнецы (фильм, 2002)» (реж. Бен Сомбогарт, по роману «De tweeling»)
- 2011: «Изабель» (реж. Бен Сомбогарт, по роману «Isabelle»)